# Missoula
Missoula er en amerikansk by og administrativt centrum i det amerikanske county Missoula County, i staten Montana. I 2000 havde byen et indbyggertal på 57.053.

## Ekstern henvisning
- Missoulas hjemmeside (engelsk)

- Wikimedia Commons har flere filer relateret til Missoula

46°51′45″N 114°00′42″V / 46.8625°N 114.0117°V